# Gotlib
Marcel Gottlieb (14 de julho de 1934 - 4 de dezembro de 2016), conhecido profissionalmente como Gotlib, era um artista / roteirista e editor de quadrinhos francês. Por meio de seu próprio trabalho e das revistas que ele co-fundou, L'Écho des savanes e Fluide Glacial, foi figura-chave na mudança nos quadrinhos em língua francesa das raízes de entretenimento infantil para um tom e leitores adultos. Suas séries incluem Rubrique-à-Brac, Gai-Luron e Superdupont. 

## Biografia

### Juventude
Marcel Gottlieb nasceu em 14 de julho de 1934 em Paris, filho de descendentes de judeus romenos e húngaros. Seu pai, Ervin, era pintor de casas e sua mãe, Regine, costureira. Em 1942, seu pai foi deportado e morreu em Buchenwald depois que o porteiro do prédio ajudou os policiais a encontrá-lo, uma cena que causou forte impressão no jovem Marcel. Sua mãe o enviou para se esconder pelo resto da guerra em uma fazenda, onde ele foi mal tratado.

### Vaillant e Pilote
Aos 17 anos, ele deixou a escola para trabalhar para uma agência farmacêutica enquanto fazia aulas de arte à noite. Isso levou a um trabalho como roteirista na Opera Mundi, uma editora francesa que traduzia e publicava tiras dos EUA. Após 28 meses de serviço militar, Gotlib se estabeleceu como ilustrador e roteirista freelancer. Seus primeiros quadrinhos foram aceitos pela Vaillant, uma revista para crianças mais tarde rebatizada Pif-Gadget . Sua única série de longa duração em Vaillant começou como Nanar, Jujube et Piette, que foi renomeada Nanar et Jujube e depois Gai-Luron, nome  do personagem coadjuvante que já ocupava o protagonismo. Gai-Luron é um cão fortemente influenciado pelo Droopy de Tex Avery, que quase nunca ri ou exibe emoções e é incorrigivelmente sonolento. 
Em 1965, Gotlib enviou tiras à revista Pilote e foi recebido de braços abertos por seu influente co-fundador e editor, René Goscinny, de Astérix . Juntos, eles criaram Les Dingodossiers, uma série de palestras satíricas sobre assuntos aleatórios que Goscinny escreveu e Gotlib desenhou. Em 1967, Goscinny, que trabalhou em várias tiras simultaneamente durante a edição da revista, pediu a Gotlib que continuasse a série sozinho. Gotlib lançou um novo, Rubrique-à-Brac, que era semelhante aos Dingodossiers em formato, mas adquiriu progressivamente um tom mais adulto e menos formal. As páginas restantes de ambas as séries foram publicadas posteriormente em formato de álbum como Trucs-en-vrac . 
Rubrique-à-Brac foi um sucesso entre os leitores de Pilote e tornou Gotlib famoso. Ele introduziu vários truques de marca Gotlib, como o uso extensivo de gags aleatórias recorrentes ( Isaac Newton sendo atingido na cabeça por objetos aleatórios, sendo onipresente) e a presença de um personagem em miniatura, uma joaninha que imita a ação, para compensar a ausência de cenários, que Gotlib não gostava de desenhar. 
Em 1971, Gotlib entregou a série Gai-Luron a seu colaborador Henri Dufranne. Ele participou de um programa de rádio com Goscinny, Fred e Gébé e colaborou com o diretor de cinema Patrice Leconte, que fez um documentário sobre ele em 1974. Gotlib criou outro personagem, Hamster Jovial, para a revista mensal sobre música Rock & Folk . O Hamster Jovial é um líder de  escoteiros incansavelmente desagradável, desesperado para acompanhar a cultura pop e impressionar sua tropa, composta de dois lobinhos e uma bandeirante.

### L'Echo des savaneseFluide Glacial
Em 1972, Gotlib lançou a revista de quadrinhos l'Echo des savanes com Claire Bretecher e Nikita Mandryka . O objetivo original era extravasar histórias inadequadas para a revista Pilote - destinada a leitores em idade escolar - , mas l'Echo des savanes foi um enorme sucesso comercial. 
No entanto, a completa falta de treinamento em negócios do trio fez com que a revista ficasse no vermelho e eles foram forçados a vendê-la para uma publicação. As contribuições de Gotlib para a revista foram publicadas em forma de álbum como Rhââ Lovely (em homenagem a uma frase do estuprador em Frenzy de Alfred Hitchcock) e Rha-Gnagna . Essas histórias se preocupam principalmente com esmagar tabus e apresentam bastante sexualidade e outras funções corporais, bem como psicanálise e ataques a  figuras de autoridade de todos os tipos, incluindo divindades. Gotlib, Mandryka e Brétécher deixaram de trabalhar no l'Echo des Savanes depois de vendê-lo. 
Gotlib viu que havia um mercado forte para oquadrinhos adultos e decidiu iniciar uma nova publicação e executá-la com mais profissionalismo. Para isso, ele alistou o amigo de infância Jacques Diament como administrador e outro veterano do Pilote, Alexis, para ajudar na direção criativa, e fundou a Fluide Glacial e a empresa de publicação-mãe 'Audie', um acrônimo com erros ortográficos de "Amusement, Umour, Derision, Ilarité Et toutes ces sortes de choses ". A Fluide Glacial iniciou a carreira de vários cartunistas desconhecidos ou pouco conhecidos, a maioria dos quais foi influenciada por Gotlib em primeiro lugar: Édika, Goossens e Dupuy &amp; Berberian . O veterano belga André Franquin contribuiu com sua tira Idées Noires . Alexis morreu de ruptura de aneurisma em 1977, deixando Gotlib e Diament no comando, embora ele seja creditado até hoje como "diretor de consciência" da Fluide Glacial . 